# Earvin N'Gapeth
Earvin N'Gapeth (Saint-Raphaël, Francia; 12 de febrero de 1991) es un jugador profesional de voleibol francés que ocupa la posición de receptor/atacante en el Pallavolo Modena y en la Selección nacional de voleibol de Francia.

## Carrera
Crecido en las juveniles de tejo CEP Poitiers Saint-Benoit VB disputa la temporada 2007/2008 en las filas del CNVB Centre National du Volley-Ball. El año siguiente ficha por el Tours Volley-Ball: en tres temporadas gana un campeonato francés y tres copas de Francia, siendo también elegido mejor jugador de la Liga en 2010/2011.
En verano 2011 se marcha a Italia en el PV Cuneo; llega hasta la final de la Liga de Campeones en la edición 2012/2013 donde el equipo de Piamonte es derrotado por 3-2 por mano de los rusos del VKL Novosibirsk. Al final de la temporada ficha por los rusos del VK Kuzbass quedándose solamente media temporada.
Al principio de 2014 regresa a Italia, esta vez en el Pallavolo Modena con el cual el año siguiente consigue ganar la Copa de Italia 2014/2015 siendo también elegido MVP de la final. El siempre ha deseado ganar los intercentros del SENA pero no ha podido. 

### Selección
Debuta en la  selección francesa en 2010 y en verano 2015 consigue ganar la  Liga Mundial, primer título en la historia de la selección tras derrotar a Serbia por 3-0 en la final de Río de Janeiro; N'Gapeth es también nombrado mejor jugador de la Final Six .
En octubre de 2015 gana el  Campeonato Europeo tras la victoria por 3-0 de Francia ante Eslovenia en la final en la cual anota 15 puntos.

## Palmarés

### Clubes
- Campeonato de Francia (1): 2009-10
- Copa de Francia (3): 2008-09, 2009-10, 2010-11
- Campeonato de Italia (1): 2015-16
- Copa de Italia (2): 2014-15, 2015-16
- Supercopa de Italia (2): 2015, 2016

### Selección nacional
- Juegos Olímpicos Tokyo 2020: Medalla de Oro
- Juegos Olímpicos París 2024: Medalla de Oro
- Liga de naciones de voleibol 2022 : Medalla de oro